# Dobri Bojilov
Dobri Bojilov  (bulgare : Добри Божилов Хаджиянакиев) né le 13 juin 1884 à Kotel, mort le 1er février 1945 à Sofia est un homme d'État bulgare. Il est président du Conseil des ministres de septembre 1943 à juin 1944. 

## Biographie
Il fait des études dans une école supérieure de commerce à Svishtov puis est documentaliste à la Banque nationale de Bulgarie. Il en devient gouverneur sur différentes périodes (1922-1924, 1931-1932, 1934-1938, 1944). En 1938 il est nommé ministre des finances dans le gouvernement de Georgi Kyoseivanov. 

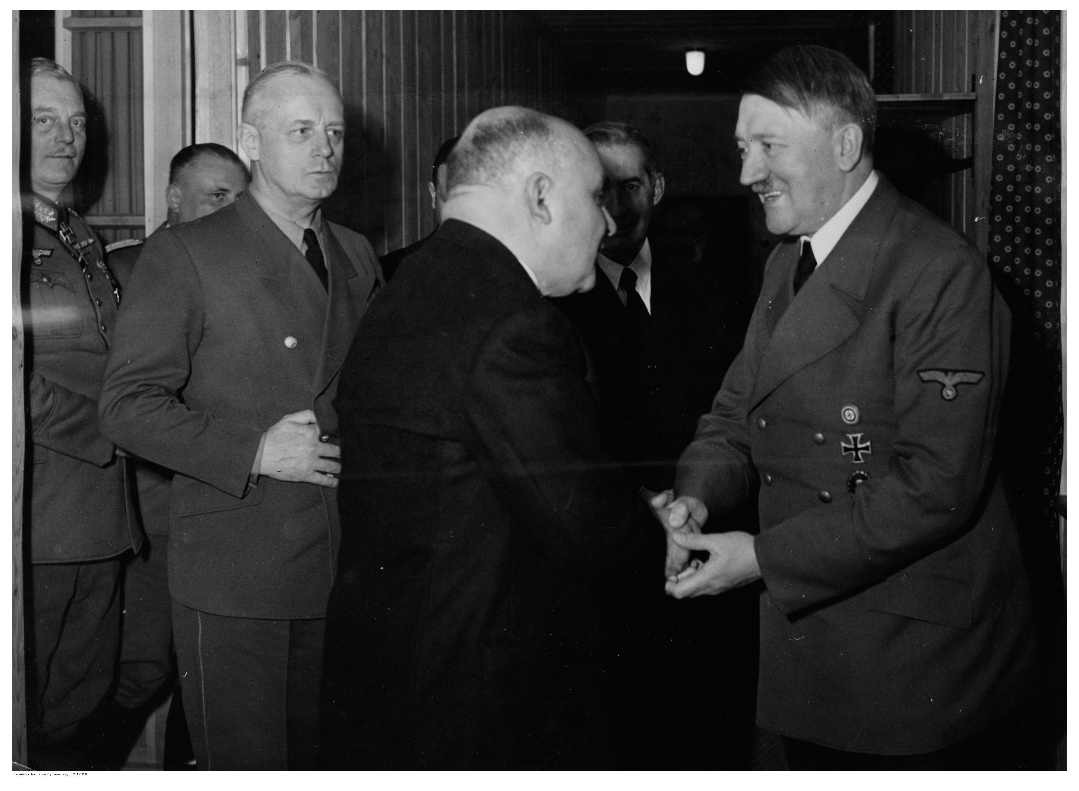
Dobri Bozhilov rencontre Adolf Hitler en novembre 1943.

Le 28 août 1943, à la mort du tsar Boris III de Bulgarie, le premier ministre pro-nazi Bogdan Filov devient régent et nomme Bojilov premier ministre le 14 septembre 1943. Il poursuit la politique pro-allemande de son prédécesseur Bogdan Filov. Les approvisionnements fournis à l'armée allemande épuisent l'économie bulgare et appauvrissent tant le pays que le rationnement est institué. Il mène dans le même temps une lutte forcenée contre les partisans. Il n'accède pas aux demandes nazies concernant la déportation des Juifs bulgares dans les camps de concentration. 
En juin 1944 il démissionne et rejoint le secteur bancaire. 
En septembre 1944, l'armée rouge envahit la Bulgarie et permet aux communistes bulgares de prendre le pouvoir. Dobri Bojilov est arrêté puis jugé par le tribunal populaire (en) institué par le Front patriotique qui le condamne à la peine de mort pour crimes de guerre et pour une variété de délits commis durant son passage au ministère des finances. Il est fusillé le 1er février 1945 à Sofia. Le 26 août 1996, il est réhabilité par l'arrêt n°172 de la Cour suprême de Bulgarie.